# Wiener Straße (Roman)
Wiener Straße ist ein Roman von Sven Regener. Er erschien 2017 im Galiani Verlag, das vom Autor gelesene Hörbuch erschien im gleichen Jahr bei Roof Music. Der Roman stellt die Kneipen-, Künstler- und Hausbesetzer-Szene im Berlin-Kreuzberg der 1980er Jahre dar und setzt die Handlung von Regeners früheren Romanen Neue Vahr Süd und Der kleine Bruder fort.

## Handlung
Der Roman ist in die fünf Kapitel Stingl, Das wird super, Die neue Neue Nationalgalerie, Chateau Strunzinger und Haut der Stadt aufgeteilt. Die Kapitel bestehen wiederum aus einzelnen Abschnitten, die aus den wechselnden Perspektiven der einzelnen Figuren erzählt sind. Im Wesentlichen gibt es zwei sich berührende Handlungsstränge: einen um die Mitarbeiter der Kneipe Café Einfall in der Wiener Straße und einen um die Mitglieder des Künstlerkollektivs ArschArt.

### Café Einfall
Erwin Kächele, der schwäbische Besitzer des Café Einfall, hat bisher einige Leute in seiner zur Wohnung umgebauten Fabriketage wohnen lassen: die Objektkünstler H.R. Ledigt und Karl Schmidt (Letzterer arbeitet auch am Tresen im Café Einfall), seine gerade in Berlin angekommene 18-jährige Nichte Chrissie sowie Frank Lehmann, der auf der Suche nach seinem älteren Bruder nach Berlin kam und nun dessen Zimmer übernommen hat. Da Erwins Freundin Helga nun schwanger ist, möchte Erwin seine vier Mitbewohner nun aber loswerden, um Platz für seine Familie zu haben. Also mietet er ihnen die Wohnung über dem Café Einfall und gibt Frank einen Job als Putzkraft, nachdem Chrissie diese Arbeit abgelehnt hat. Beim Einkauf von Tapete und Farbe für die Renovierung der Wohnung wird H.R. im Baumarkt vergessen. Er kauft sich dort eine Grabgabel und eine Kettensäge, von denen er glaubt, sie bei Kunstaktionen brauchen zu können. Der redselige und etwas nervige Nachbar Marko hilft den Vieren bei der Renovierung der Wohnung und übernimmt einen großen Teil der Arbeit selbst.
Die Kneipe öffnet erst um 18 Uhr, aber wenn tagsüber Frank dort putzt, kommen häufig Leute, die fragen, ob schon geöffnet ist. Das bringt Chrissie auf die Idee, schon morgens ab 10 Uhr zu öffnen und selbstgebackenen Kuchen anzubieten. Der etwas geizige Erwin vertraut Chrissie nicht und hält das für eine schlechte Idee, auch weil er dann Geld in die Reparatur seiner alten, riesigen Kaffeemaschine investieren müsste. Dann lässt sich aber doch überreden, versuchsweise früher zu öffnen. Den ersten Kuchen lässt Chrissie verbrennen und schenkt ihn H.R., der ständig Gegenstände für Kunstobjekte sammelt.
Einen verglasten Teil des Tresens im Café Einfall teilen sich H.R. und Karl als Ausstellungsfläche für ihre Kunstobjekte. H.R. dekoriert den verbrannten Kuchen mit Deutschlandfähnchen und stellt ihn unter dem Titel „Deutscher Kuchen“ dort aus. Chrissie verkauft ihn jedoch an japanische Touristen und muss H.R. dafür entschädigen.
Chrissies Mutter Kerstin (Erwins Schwester) kommt aus Backnang zu Besuch nach Berlin, um nach ihrer Tochter zu sehen. Sie bäckt mit Chrissie Apfelkuchen und hilft ihr beim Verkauf im Café. Zudem macht sie Chrissie darauf aufmerksam, dass Frank sich in sie verliebt habe, da er sie wegen ihres Kuchenverkaufs-Jobs, nach einer Theorie Sigmund Freuds, als „nahrungspendende Mutter“ betrachte. Chrissie wird wütend, lässt ihre Mutter allein weiterverkaufen, bringt Frank ein Stück Kuchen nach oben in die Wohnung – und zeigt damit ungewollt, dass sie selbst etwas für ihn empfindet.
Erwin besucht mit Helga einen Geburtsvorbereitungskurs und muss für einen Tag einen sogenannten „Mitfühlbauch“ tragen, um die körperlichen Beschwerden der Schwangerschaft nachempfinden zu können. Er kommt mit dem Bauch ins Café Einfall und trifft dort den Sozialarbeiter Wiemer, der heftig mit Kerstin flirtet. Wiemer ist eine Art öffentlich bestellter Betreuer der Kreuzberger Künstlerszene und kuratiert die Ausstellung Haut der Stadt, die am gleichen Abend eröffnet werden soll. Wiemer bittet Erwin, den Weinausschank bei der Vernissage kurzfristig zu organisieren. Daraufhin fährt Erwin mit Frank, der den Ausschank übernehmen soll, in einen Großmarkt, wo sie viele Weine verkosten und sich dann aufgrund von Erwins Sparsamkeit für den billigen Chateau Strunzinger entscheiden.

### ArschArt
Der österreichische Aktionskünstler P. Immel (bürgerlicher Name: Peter von Immel) hat ein Haus in Kreuzberg geerbt und bezieht es mit einer Gruppe weiterer Künstler, die dort die Künstlergruppe ArschArt gründen. Alle geben sich neue Namen, um ihre österreichische Herkunft zu verbergen, und tun so, als ob sie das Haus instandbesetzen würden. Die Gruppe gibt sich nach außen hin egalitär, wird aber in Wahrheit von P. Immel immer autoritärer geleitet. Er bestimmt nicht nur die Tarnnamen der anderen Mitglieder, sondern auch deren Kleidung: Alle sollen weiße Overalls und orangefarbene Bauarbeiterhelme tragen, außer einem, dessen Tarnname von Karsten zu „Kacki“ geändert wird und der einen braunen Anzug tragen muss.
Ein Kamerateam, das für eine Kultursendung des ZDF einen Beitrag drehen will, kündigt sich bei ArschArt an. Unter P.Immels Leitung soll nun die Besetzung des Hauses vorgegaukelt werden: Ein paar Künstler verkleiden sich als Punks, die im Eingang herumlungern sollen, andere sollen die Wände streichen. Der ZDF-Mitarbeiter André Prohaska, der die Besetzer interviewen möchte, kommt auf die Idee, das Interview auf dem Dach des Hauses zu machen. Da P. Immel Höhenangst hat, schickt er Kacki vor. Da Prohaska selbst Österreicher ist, erkennt er aufgrund bestimmter Ausdrücke („Halt deine Pappn“, „Bist du deppert“) die Künstler als Landsleute. Kacki, der diesen Umstand im Interview eigentlich verheimlichen soll, verplappert sich aber, wird von Heimweh übermannt und muss von dem angeseilten P. Immel vom Dach gerettet werden. Die ganze Aktion wird gefilmt und von Prohaska fälschlicherweise als Kunstaktion wahrgenommen.
Die ArschArt-Gruppe plant, einen ehemaligen Friseurladen direkt neben dem Café Einfall zu übernehmen und zur Kneipe umzuwandeln. P. Immel behauptet, jemanden mit genügend Geld zu kennen, der ihnen helfen könnte. Er verrät den anderen aber nicht, dass es sich dabei um H.R. handelt.

### Haut der Stadt
Bei der Ausstellung Haut der Stadt bekommen H.R., Karl Schmidt und ArschArt vom Kurator Wiemer drei direkt nebeneinanderliegende Plätze zugewiesen. Karl stellt zehn verschlossene Holzkisten aus, in denen sich angeblich verschiedene Kunstwerke befinden. Interessenten müssten aber die Kisten verschlossen kaufen und könnten sie erst dann öffnen, allerdings wäre durch das Öffnen auch das Kunstwerk als Ganzes zerstört. ArschArt wollen zur Musik ihrer eigenen Band Dr. Votz lebende Bilder vorführen. H.R. stellt unter dem Titel „Mein Freund, der Baum“ einen Straßenbaum aus, den er zuvor mit seiner neuen Kettensäge illegal gefällt hat. Im Stamm stecken eine Axt und die Kettensäge.
Durch H.R.'s vor dem Ausstellungsgebäude falsch geparkten Leih-LKW ist der Kontaktbereichsbeamte dem Baum-Dieb auf die Spur gekommen, Wiemer verhindert jedoch zunächst, dass er ohne Durchsuchungsbefehl die Ausstellung betritt. H.R., der anscheinend einen Skandal bei der Vernissage provozieren will, gibt ihm jedoch eine Eintrittskarte für die Vernissage. H.R. hat den Baum aber inzwischen gegen eine Quittung über 100 Mark, die er aber gar nicht erhalten hat, an Erwin verkauft. Bei der Vernissage kommt es somit zum Eklat: Der KOB will den Baum beschlagnahmen, Erwin will sein Eigentum und H.R. die Integrität seines Kunstwerks verteidigen. Als H.R. die Kettensäge anwirft, ruft der KOB Verstärkung und die Veranstaltung wird unter Tränengaseinsatz gestürmt. H.R. und die ArschArt-Künstler werden festgenommen.

## Quelle
- Sven Regener: Wiener Straße. Roman. Galiani, Berlin 2017, ISBN 978-3-86971-136-2.